# Harry Gardiner

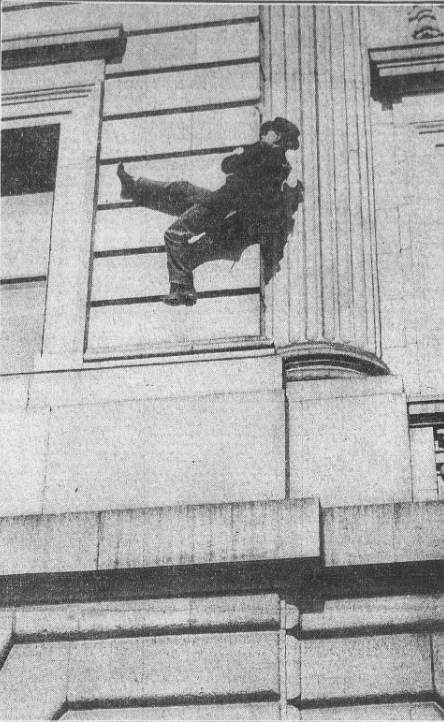
Harry Gardiner (1915)

Harry Gardiner (* 1871 in New York City; † nach 1923) war ein US-amerikanischer Gebäudekletterer, der unter dem Namen Human Fly (Menschliche Fliege) bekannt wurde.
Er begann im Jahr 1905 mit dem Gebäudeklettern und erklomm über 700 Gebäude in Europa, Kanada und den USA, wobei er keinerlei Ausrüstung verwendete und normale Alltagskleidung trug.

## Bekannte Aktionen
- 7. Oktober 1916 in Detroit: Gardiner erklomm, vollkommen in weiß gekleidet, das zwölf Stockwerke hohe Majestic Building.[1]
- 11. November 1918 in Hamilton, Kanada: Um das Ende des Ersten Weltkriegs zu feiern, kletterte Gardiner die Bank of Hamilton hinauf und unterschrieb dabei durch mehrere Fenster einige Versicherungspapiere.
- 1918 in Vancouver, Kanada: Gardiner erklomm das 17-stöckige World Building, das heute den Namen Sun Tower trägt.